# Атлін (озеро)
Озеро Атлін (Lingít : Áa Tlein) — найбільше природне озеро в канадській провінції Британська Колумбія. Північний край озера знаходиться в Юконі, як і озеро Літл-Атлін. Однак більша частина озера знаходиться в окрузі Атлін Британської Колумбії. Озеро Атлін зазвичай вважається джерелом річки Юкон, 
хоча воно впадає через коротку річку Атлін в озеро Тагіш. 
Озеро Атлін було названо першим народом регіону тлінкітів. 

Назва походить від Áa Tlein (у канадському написанні Â Tłèn), тлінгітська назва означає просто «велике озеро».
Громада Атлін, Британська Колумбія, розташована на східному березі озера. Південна частина озера знаходиться в провінційному парку та зоні відпочинку Атлін.

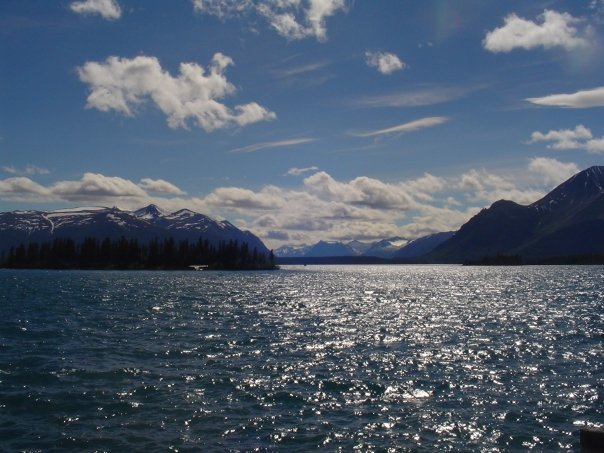
Вид на озеро Атлін.